# 杉内寿子
杉内 寿子（すぎうち かずこ、1927年（昭和2年）3月6日 - ）は、日本の囲碁棋士。静岡県出身、日本棋院所属、喜多文子名誉八段門下。女流棋士として初の九段。女流選手権戦4期、女流名人戦4期など。旧姓本田。夫は杉内雅男九段。本田幸子、楠光子の棋士三姉妹の長姉。
2004年まで日本棋院棋士会会長（1988年から）、女流棋士会会長を務めた。
2014年に通算600勝を達成し、女流棋士史上最多勝記録を保持する。
2017年11月21日より、夫である杉内雅男九段の97歳での死去に伴い日本棋院最年長現役棋士となる。杉内雅男九段が死去するまでは、夫婦で日本棋院の1番目と2番目の最年長現役棋士であった。
2025年、体力の問題から引退。女性初の九段昇段。
- 日本での最年長現役棋士記録（98歳5カ月）を保持する。
- 日本での最年長公式戦対局記録（98歳4カ月）を保持する（2025年7月10日、体調不良で不戦敗）。実際に対局した最後は5月15日。
- 日本での女性棋士最年長公式戦勝利記録（96歳1か月）を保持する（2023年4月13日、対・横田日菜乃戦）。
- 日本での最大年齢差対局記録（83歳7カ月差）を保持する（2023年7月13日、対・柳原咲輝（当時12歳）戦）[3]。体調不良のため実際の対局はおこなわれず不戦敗となった。実際に行われた最大年齢差対局記録（82歳8カ月差）は、2024年8月28日、対・張心治（当時14歳）戦。

## 経歴
静岡県田方郡函南村に生まれる。父の栄三は退役海軍軍人（海軍大尉）であった。一時、栄三は仕事のために大阪に移ったが、静岡県に戻って伊東で碁会所を開業し、寿子は幼少から碁に親しんだ。
1933年、沼津で開かれた囲碁大会に伊藤清子（伊藤友恵）二段が出席していたのを見て、栄三は寿子をプロ棋士にすることを思い立った。1937年、将棋棋士の小菅剣之助・名誉名人の熱海の別荘に本因坊秀哉が訪れた際に、小菅は秀哉に寿子を紹介し、寿子は秀哉と六子の手合いで対局した。同年、寿子は東京での講演会の席上対局で木谷實に五子の手合いで勝ち、喜多文子門下となった。翌1938年に日本棋院の院生となった。
1942年入段。1944年前期大手合2部で全勝優勝。1944年に千葉県市原郡戸山村に疎開。1946年に妹の幸子と東京都祖師谷にある小菅剣之助の子息・隆三の宅に身を寄せて大手合に出場。1953年、四段時に女流選手権戦で伊藤友恵に挑戦し、2-0でタイトル獲得、以後4連覇。青年棋士の研究機関「敲玉会」に参加し、そのメンバーだった杉内雅男と1954年に結婚。1956年に六段昇段。出産、育児のため10年間手合を休場し、その後に復帰する。
1973年に女流初の七段に昇段し、この時の昇段記念会が後に女流囲碁まつりとして毎年開催されるようになる。1983年の大手合で、女流棋士初の八段昇段と1部優勝。1991年に女流名人戦で青木喜久代を2-1で破り、以後4連覇。
2014年、通算600勝達成。
2018年5月、第31期女流名人戦予選1回戦で新海洋子に勝利。
2018年から2019年にかけて行われた第44期棋聖戦ファーストトーナメント戦では、1回戦で泉谷政憲七段、2回戦で中山薫三段、3回戦で溝上知親九段に勝利し、準決勝まで進出。準決勝では謝依旻六段に敗れたが、3大リーグすべてに所属の経験がある溝上に勝利を挙げたことで話題となった。また、2019年の第38期女流本因坊戦でも予選を勝ち上がり、本戦に進出。本戦では1回戦で大澤奈留美四段に敗れたが、92歳0か月にして本戦に進出し、自身が2015年の第34期女流本因坊戦で記録した本選最年長出場記録（88歳2か月、対象は七大タイトル及び現行の5女流棋戦）を更新した。
2022年の第10期会津中央病院・女流立葵杯予選1回戦で、甲田明子四段に勝利。
95歳7カ月で女性棋士の最年長勝利記録を更新した。
2023年3月16日、第49期碁聖戦予選において宮崎龍太郎七段に勝利。96歳0ヶ月の勝利記録を樹立すると共に自らの95歳7ヶ月の勝利記録を更新した。。
2023年4月13日、第62期十段戦予選Cにおいて横田日菜乃初段を破り予選Bに進出。公式戦2連勝を飾り自らの勝利記録を更新した。同年7月13日、96歳（当時）だった杉内は、女流名人戦予選で12歳（当時）だった柳原咲輝との、年齢差83歳7か月の対局が組まれており、「史上最大の年の差対局」が注目されたが、杉内の体調不良により対局は行われず、杉内の不戦敗となった。
2024年4月11日、第51期天元戦予選において森田道博九段と対戦し、それまで夫の杉内雅男九段が持っていた公式戦対局の最年長記録97歳0カ月を1カ月更新したが、勝利はできず、夫が持つ最年長勝利記録は更新できなかった。同年8月29日、97歳（当時）だった杉内は、第36期女流名人戦予選で、14歳（当時）だった張心治と対局し敗れた。先の柳原との対局は行われなかったが、この対局は実際に行われ、実際に対局が行われたものとしては「82歳8か月差」の最大の年の差対局となり話題となった。この対局により杉内は、既に自身が持っていた最年長対局記録を97歳5ヶ月に更新した。
2025年8月19日、日本棋院を通じて「『碁は芸道にして一生の修行』を信条に今日まで励んで参りましたが、六時間休憩なしの対局は、これ以上無理と判断いたしました。棋士を志してより八十余年、多くの方々にご厚情を賜り深謝申し上げます」とコメントし、20日付での引退を発表した。引退に伴い、21日付で女性初の九段昇段。日本棋院によると、8月に入って杉内から引退届が郵送されてきたとの事。杉内は直近の6月と7月の対局において、何れも体調不良による不戦敗を記録していたが、結果的にこれが最後の公式対局となった。実際に杉内が最後に対局を行ったのは5月だが、日本棋院の規定により不戦敗でも対局自体は成立したと見做される為、記録上は不戦敗となった7月の第74期王位戦予選の対局が現役最後の対局となり、これにより最年長対局記録を98歳4ヶ月に更新した。
門下に加藤朋子、菅野尚美。

## 棋歴

### 獲得タイトル
- 女流選手権戦 4期（1953年 - 1956年）
- 女流鶴聖戦 2期（1983年・1986年）
- 女流名人戦 4期（1991 - 1994年）

### その他の棋歴
- 青年棋士選手権戦第一部 準優勝 1951年
- 女流鶴聖戦 準優勝 1980年・1987年・1990年
- 女流棋聖戦 挑戦者 1999年
- 大手合 1部優勝 1983年、2部優勝 1944年前期・1948年前期・1949年前期

### 受賞
- 棋道賞 敢闘賞1回（1972年）、女流賞2回（1973年・1983年）
- 大倉喜七郎賞 （1998年）
- 勲四等宝冠章（1999年）

## 著作
- 『女流珠玉選(1)(2) 現代囲碁大系46,47』講談社 1983年（増淵辰子と共著）
- 『本田三姉妹囲碁界を行く』白水社 1986年（本田幸子、楠光子と共著）